# Вранић (Ђаковица)
Вранић (алб. Vraniq) је насељено место у општини Ђаковица, на Косову и Метохији. Према попису становништва из 2011. у насељу је живело 279 становника.

## Становништво
Према попису из 2011. године, Вранић има следећи етнички састав становништва:
| Националност | 2011.        |
| Албанци      | 247 (88,53%) |
| Египћани     | 32 (11,47%)  |
| Укупно       | 279          |

| Демографија | Демографија | Демографија |
| Година      | Становника  | Становника  |
| ----------- | ----------- | ----------- |
| 1948.       | 197         |             |
| 1953.       | 231         |             |
| 1961.       | 294         |             |
| 1971.       | 304         |             |
| 1981.       | 317         |             |
| 1991.       | 288         |             |
| 2011.       | 279         |             |